# Saint-Germain-de-Tallevende-la-Lande-Vaumont
Saint-Germain-de-Tallevende-la-Lande-Vaumont is een plaats en voormalige gemeente in het Franse departement Calvados in de regio Normandië en telt 1731 inwoners (1999).
Samen met Saint-Remy-en-Bouzemont-Saint-Genest-et-Isson en Beaujeu-Saint-Vallier-Pierrejux-et-Quitteur hield de gemeente het record van langste gemeentenaam in Frankrijk (38 letters) tot ze op 1 januari 2016 is opgegaan in de huidige gemeente Vire Normandie. Deze gemeente maakt deel uit van het arrondissement Vire.

## Geografie
De oppervlakte van Saint-Germain-de-Tallevende-la-Lande-Vaumont bedraagt 41,7 km², de bevolkingsdichtheid is 41,5 inwoners per km².
De onderstaande kaart toont de ligging van Saint-Germain-de-Tallevende-la-Lande-Vaumont met de belangrijkste infrastructuur en aangrenzende gemeenten.

## Demografie
Onderstaande figuur toont het verloop van het inwonertal (bron: INSEE-tellingen).
Vanwege een beveiligingsprobleem met de MediaWiki Graph-software is het momenteel niet mogelijk deze grafiek weer te geven. Zodra de software is bijgewerkt zal de grafiek vanzelf weer zichtbaar worden.
Coulonces · Maisoncelles-la-Jourdan · Roullours · Saint-Germain-de-Tallevende-la-Lande-Vaumont · Truttemer-le-Grand · Truttemer-le-Petit · Vaudry · Vire